# László Zsidó
László Zsidó (n. 22 februarie 1946, Brașov, România) este un matematician maghiar originar din România și profesor universitar în Italia.

## Biografie
A urmat școala medie la Brașov. A câștigat medalia de aur la Olimpiada Internațională de Matematică din 1963. 
În 1968 a absolvit secția matematica la Universitatea din București, unde și-a luat doctoratul în 1973. Din 1968 până în 1979 a lucrat ca matematician la București, din 1979 până în 1980 a fost profesor la Universitatea Münster din Germania, din 1980 până în 1990 la Universitatea din Stuttgart, iar din 1990 la Universitatea Tor Vergata din Roma. În 2010 a fost ales membru extern al Academiei Ungare de Științe. 

## Activitate
Domeniul său de cercetare este analiza funcțională, incluzând algebra operatorilor și teoria spectrală a operatorilor. De asemenea, s-a ocupat de analiza armonică, teoria ergodică, funcțiile generalizate. A publicat peste 70 de lucrări științifice și trei monografii.

### Cărți
- Șerban Strătilă, László Zsidó: Lecții de algebre von Neumann, Editura Academiei Republicii Socialiste România, 1975.
- László Zsidó: Spectral properties of the analytic generator and singular integrals, Accademia Nazionale dei Lincei, 1983.
- Șerban Strătilă, László Zsidó: Operator algebras, Tipografia Universității din Timișoara, 1995.